# ジョセフ・メイデン

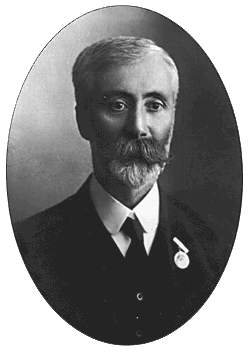
ジョセフ・ヘンリー・メイデン

ジョセフ・ヘンリー・メイデン（Joseph Henry Maiden、1859年4月25日 - 1925年11月16日）はイギリス生まれで、オーストラリアで働いた植物学者である。

## 略歴
ロンドン北西のジョンズウッドに生まれた。ロンドン大学で自然科学を学ぶが、健康を害して、卒業できなかった。治療のために長い航海をすることを勧められ、1880年にニューサウスウェールズ（オーストラリア）に旅した。1881年にシドニーの技術博物館の最初の学芸員に任じられ、1896年までその仕事を続けた。現地の植物に興味を持ち、植物学を学ぶ内に、植物学者で聖職者のウィリアム・ウールズ（William Woolls）と知り合った。1882年までに集めた植物は、火災で失われたがシドニーに新しい保管所を作り、植物のコレクションを作り上げた。このコレクションをもとに、1889年に最初の著書、「オーストラリアの有用植物」（"Useful Native Plants of Australia"）を発表した。この著作でドイツ生まれで、オーストラリアの植物の著書を執筆した、フェルディナント・フォン・ミュラーに謝辞を呈した1890年に農務省の諮問植物学者に任じられ、1894年に技術教育長（Superintendent of Technical Education）となった。1892年にオーストラリア農学の文献（"Bibliography of Australian Economic Botany"）を発表した。1896年にチャールズ・ムーア（Charles Moore）の後任としてシドニー王立植物園の園長に就任した。植民地最初の標本館を作り、博物館、図書館、シドニー最初の遊園地を作った。「ニューサウスウェールズの顕花植物とシダ」（"Flowering Plants and Ferns of New South Wales"）や「ニューサウスウェールズの森林植生」（"Forest Flora of New South Wales"）や「ニューサウスウェールズ植物図鑑」（"Illustrations of New South Wales Plants"）を出版し、ジョセフ・バンクスの評伝も書いた。
オーストラリアの植物、アカシアやユーカリの権威であり、約45編の論文を発表し、8巻の「ユーカリ属の重要な見直し」（"A Critical Revision of the Genus Eucalyptus"）は50年以上に渡って基準となる書籍となった
。数多くの種の記載を行い、より多くのタイプ種を収集した。砂漠の侵食の防止や、タンニン生産のためのアカシアの栽培推進、ウチワサボテンの保護、利用の仕事も行った。オーストラリア地理学会の事務局長を務め、シドニー大学で農学、森林学の講師も勤めた。ニューサウスウェールズ・リンネ協会などの多くの学術団体の役員を務めた。
1915年にリンネ・メダルを受賞。1916年に王立協会フェローに選出され、帝国功績勲章(Imperial Service Order、Companion)を受勲した。フトモモ科の種、Eucalyptus maidenii F.Muell.に献名されている。